# Ida Galli
Ida Galli, född 8 oktober 1939 i Sestola, Emilia-Romagna, är en italiensk skådespelerska.

## Roller i urval
- 1960 – Det ljuva livet
- 1961 – Herkules i skräckens borg
- 1962 – Leoparden
- 1966 – Django skjuter alltid först
- 1967 – En röst i mörkret
- 1968 – Il medico della mutua
- 1977 – Sette note in nero
- 1977 – Ökenråttornas revansch